# Мослегабад
Мослегабад (перс. مصلح اباد) — село в Ірані, у дегестані Машгад-е Мікан, у Центральному бахші, шахрестані Ерак остану Марказі. За даними перепису 2006 року, його населення становило 452 особи, що проживали у складі 159 сімей.

## Клімат
Середня річна температура становить 13,28 °C, середня максимальна – 33,18 °C, а середня мінімальна – -10,23 °C. Середня річна кількість опадів – 269 мм.
| Клімат поселення                              | Клімат поселення | Клімат поселення | Клімат поселення | Клімат поселення | Клімат поселення | Клімат поселення | Клімат поселення | Клімат поселення | Клімат поселення | Клімат поселення | Клімат поселення | Клімат поселення | Клімат поселення |
| Показник                                      | Січ.             | Лют.             | Бер.             | Квіт.            | Трав.            | Черв.            | Лип.             | Серп.            | Вер.             | Жовт.            | Лист.            | Груд.            |                  |
| Середній максимум, °C                         | 8,60             | 11,20            | 16,78            | 21,72            | 25,71            | 33,00            | 33,18            | 31,70            | 27,74            | 22,17            | 15,78            | 9,07             |                  |
| Середня температура, °C                       | −0,81            | 1,80             | 7,36             | 12,30            | 16,30            | 23,57            | 26,38            | 24,90            | 20,95            | 15,40            | 9,00             | 2,28             |                  |
| Середній мінімум, °C                          | −10,23           | −7,65            | −2,07            | 2,87             | 6,86             | 14,13            | 19,60            | 18,11            | 14,16            | 8,59             | 2,20             | −4,5             |                  |
| Норма опадів, мм                              | 39               | 38               | 48               | 33               | 27               | 3                | 1                | 1                | 0                | 11               | 27               | 41               |                  |
| Середньомісячна швидкість вітру, м/с          | 2.10             | 2.10             | 2.79             | 2.91             | 2.71             | 2.66             | 2.77             | 2.50             | 2.26             | 2.17             | 1.79             | 1.81             |                  |
| Середньомісячна сонячна радіація, кДж/м²·день | 8995             | 12476            | 14919            | 18385            | 22380            | 26877            | 25960            | 24087            | 20978            | 15542            | 10911            | 8903             |                  |
| --------------------------------------------- | ---------------- | ---------------- | ---------------- | ---------------- | ---------------- | ---------------- | ---------------- | ---------------- | ---------------- | ---------------- | ---------------- | ---------------- | ---------------- |
| Джерело:                                      |                  |                  |                  |                  |                  |                  |                  |                  |                  |                  |                  |                  |                  |